# Acmaeoderini
Acmaeoderini es una tribu de coleópteros polífagos perteneciente a la familia Buprestidae. Tiene una distribución mundial, excepto Oceanía. Tiene más de 700 especies en 15 géneros.

## Taxonomía
Se reconocen los siguientes géneros:

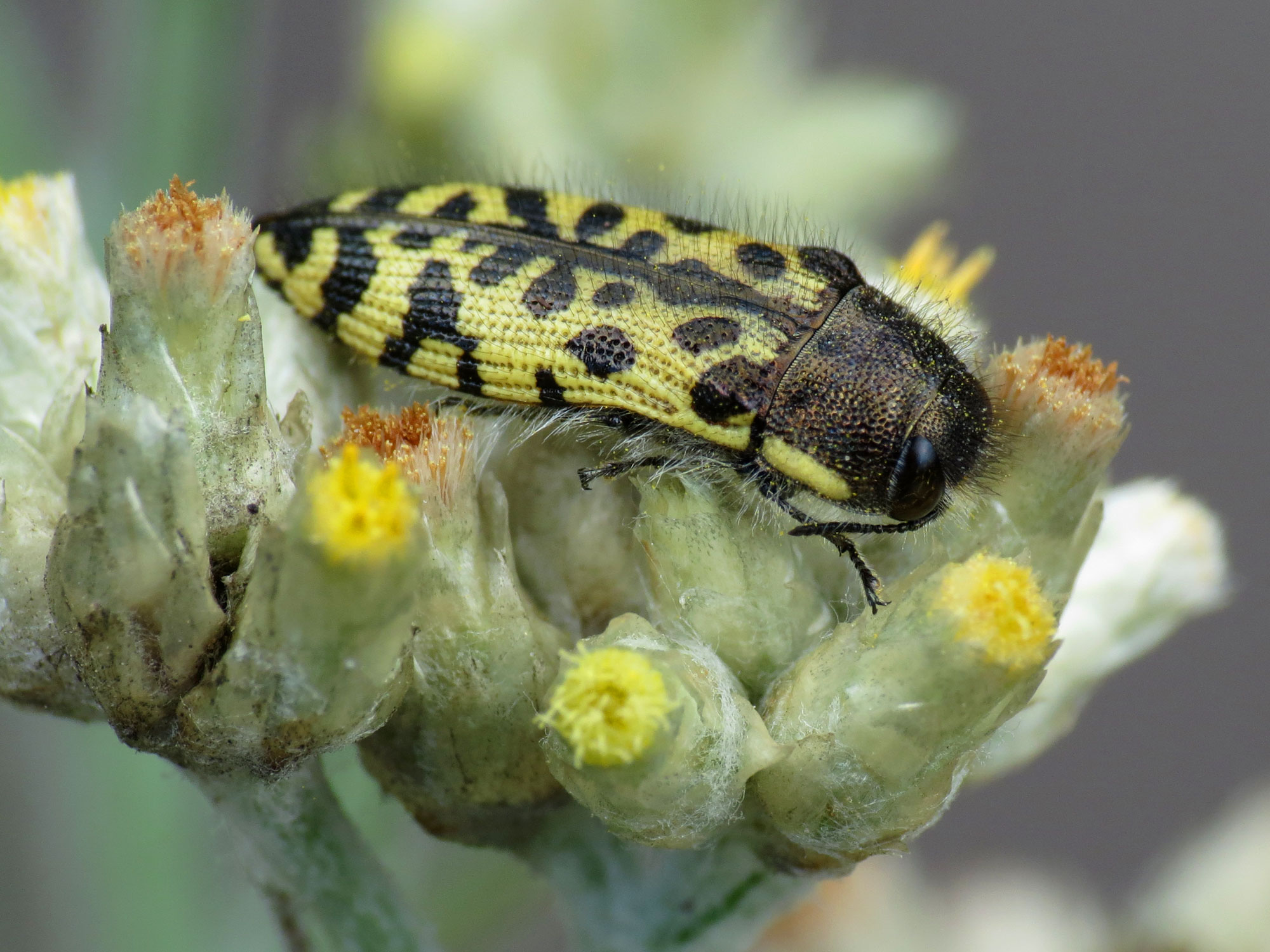
Acmaeodera decipiens

- Acmaeodera Eschscholtz, 1829
- Acmaeoderoides Van Dyke, 1942
- Acmaeoderopsis Barr, 1974
- Anambodera Barr, 1974